# 戈特努斯
戈特努斯（法語：Gottenhouse，法語發音：[gɔtənuz] ⓘ）是法国下莱茵省的一个市镇，属于萨韦尔讷区。

## 地理
戈特努斯（48°43'15"N, 7°21'40"E）面积1.25 平方千米，位于法国大東部大區下莱茵省，该省份为法国大陆部分最东部的省份，是阿尔萨斯的一部分，今与上莱茵省组成了阿尔萨斯欧洲集体，其南至上莱茵省，西南接孚日省和默尔特-摩泽尔省，西接摩泽尔省，北与德国接壤。
与戈特努斯接壤的市镇（或旧市镇、城区）包括：埃根、马尔穆捷、奥泰尔斯维莱、萨韦尔讷。
戈特努斯的时区为UTC+01:00、UTC+02:00（夏令时）。

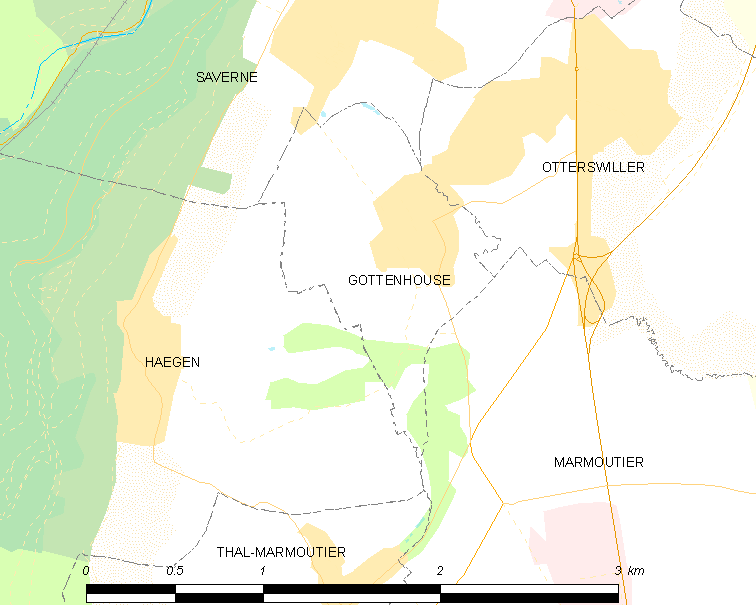
戈特努斯的OSM定位图

## 行政
戈特努斯的邮政编码为67700，INSEE市镇编码为67161。

## 政治
戈特努斯所属的省级选区为萨韦尔讷县。

## 人口

1962-2008年间戈特努斯人口变化图示

戈特努斯于2022年1月1日时的人口数量为369人。